# Acropimpla xantha
Acropimpla xantha är en stekelart som beskrevs av Ian D. Gauld 1984. Acropimpla xantha ingår i släktet Acropimpla och familjen brokparasitsteklar. Inga underarter finns listade i Catalogue of Life.